# 阳桥
阳桥（宋名青带桥或永济桥）位于广西桂林市秀峰区与象山区相衔的榕湖、杉湖接合处，是中山中路上的重要交通桥之一。桥长34米，宽50米，双向六车道。
桥外观采用了意大利罗马城梵蒂岡大教堂的維她橋造型，桥与桥下的浮雕成为桂林市一道别致的风景线。

## 印象
桥为三跨连续曲梁桥，主体均为钢筋混凝土，外辅花岗岩和大理石，将世界桥梁文化与桂林历史以及周围的环境融合，合上桥底的浮雕一起充满了浓郁的艺术文化气息。

### 阳桥浮雕
阳桥浮雕位于阳桥下的两条腹地上，夜晚有灯光点缀。浮雕总面积为1000多平方米，讲述的大致是桂林变迁和发展的历程，讲述桂林各历史名人的传说。
浮雕分两部分：
- 桥顶浮雕采用玻璃钢制作，主要反映唐朝时期、解放后至改革开放时期及新世纪等不同时代的桂林城市建筑风貌。
- 桥墩南北两侧浮雕用精选的汉白玉制作，以阳桥的变迁和榕、杉湖附近的人文景观传说故事为主。

## 历史
- 宋代时名青带桥或永济桥，木质结构，元代毁于火。明代时改建为石桥，解缙书“永镇三江”其上。洪武年间（1368～1398）桂林城南扩，榕湖杉湖变成内湖，名阳塘，桥因湖改称阳桥，后来都有修葺。
- 自古以来这里就是商业中心，元伯笃鲁丁《阳桥记》记载桥的两侧的商贾“所藏宝物、番货，以有易无，日千百计”。
- 1974年阳桥进行扩建，石拱结构，3跨，各5米，全长22．2米；桥面由20米加宽成32米，沥青铺筑，用汉白玉雕花栏杆装饰。
- 2000年，在桂林中山路大规模改造中，阳桥重建。

## 意义
旧阳桥在老一輩桂林人心目中有着重要的意义，它见证了桂林的大规模发展和一些历史事件。但是它的狹小、擁擠、陳舊让一些桂林市民和遊客抱怨不已。 